# فرنسيس دارت فنتون
فرنسيس دارت فنتون (بالإنجليزية: Francis Dart Fenton)‏ هو موسيقي نيوزيلندي، ولد في 1822 في هدرسفيلد في المملكة المتحدة، وتوفي في 23 أبريل 1898.